# Toquí de bec taronja
El toquí de bec taronja o toquí de bec roig (Arremon aurantiirostris) és un ocell de la família dels passerèl·lids (Passerellidae) que pobla les selves neotropicals des de Mèxic fins al nord del Perú.

## Descripció
Mesura uns 14 cm. Té les parts superiors de color groc-oliva. El cap és negre amb franjes blanques. Té una banda pectoral negra completa. La gola i el centre del pit són blancs amb gris als costats del pit i el ventre. Els dos sexes tenen un bec ataronjat brillant, que és fosc als juvenils. És similar al toquí de corona negra, però es distingeix per les parts superiors de color groc oliva i un bec de color taronja brillant.

## Hàbitat i distribució
És comú al sotabosc i el sòl del bosc humit interior al vessant est dels Andes i les terres baixes adjacents. Se sap que oscil·la en elevacions entre 350 i 1200 m. També passa al bosc humit de l'extrem nord-oest del Perú a Tombes.
A Amèrica Central es troba a Belize, Costa Rica, Guatemala, Hondures, Mèxic, Nicaragua i Panamà. Al nord-oest d'Amèrica del Sud, es troba a Colòmbia, l'Equador i el nord del Perú.

## Reproducció
Es reprodueixen d'abril a agost. Construeixen un niu sobre el terra, un tronc o un forat. És una estructura maldestra però coberta, elaborada a partir de fulles, arrels, fibres i cobert amb frondes de falgueres o Selaginel·la. Les femelles ponen dos ous blancs amb algunes petites taques marrons o negres.

## Etimologia
«Arremon» deriva del grec antic “arrhemon”, “arrhemonos” que significa “silenciós”, “sense parla”. L'epítet «aurantiirostris» prové del llatí “aurantius” que significa “de color taronja” i «rostris», «rostrum» “bec”.

## Taxonomia
Es reconeixen vuit subespècies:
- A. a. saturatus (Cherrie, 1891) sud-est de Mèxic, Guatemala i Belize.
- A. a. rufidorsalis (Cassin, 1865)des d'Hondures fins al nord-oest de Panamà.
- A. a. aurantiirostris (Lafresnaye, 1847) oest de Costa Rica al centre de Panamà.
- A. a. strictocollaris (Todd, 1922) est de Panamà i nord-est de Colòmbia.
- A. a. occidentalis (Hellmayr, 1911) oest de Colòmbia i nord-oest d'Equador.
- A. a. santarosae (Chapman, 1925) sud-oest d'Equador.
- A. a. erythrorhynchus (Sclater, 1855) nord de Colòmbia.
- A. a. spectabilis (Sclater, 1855) sud-est de Colòmbia, est d'Equador i nord-est de Perú.